# منزل سپاهی
منزل سپاهی مربوط به پهلوی اول است و در شهرستان بجستان، شهر شهر بجستان - خیابان ۱۲ فروردین واقع شده و این اثر در تاریخ ۱۶ اسفند ۱۳۸۴ با شمارهٔ ثبت ۱۴۳۵۴ به‌عنوان یکی از آثار ملی ایران به ثبت رسیده‌است.